# Ieraca
Ieraca di Leontopoli (fl. IV secolo) è stato un asceta e monaco cristiano della tarda antichità.

## Biografia
Ieraca è considerato uno dei primi organizzatori di comunità cenobitiche in Egitto. Secondo Epifanio di Salamina (Panarion, LXVII), che è la nostra fonte principale per ricostruire la sua vita, Ieraca nacque a Leontopoli verso la fine del III secolo. Discepolo di Origene, medico di formazione e buon conoscitore del greco e del copto, Ieraca avrebbe scritto commentari in greco e copto a libri dell'Antico e del Nuovo Testamento. Asceta di severo rigore, Ieraca indicava nella continenza l'innovazione fondamentale della nuova economia di salvezza inaugurata da Gesù. Ieraca si pose a capo di una comunità urbana di uomini e donne (gli Ieraciti). Il suo movimento, refrattario al controllo istituzionale, fu condannato dall'autorità ecclesiastica e incluso fra le eresie schedate nel Panarion di Epifanio di Salamina. Ieraca sarebbe morto nella seconda metà del sec. IV.